# Mosche Levinger

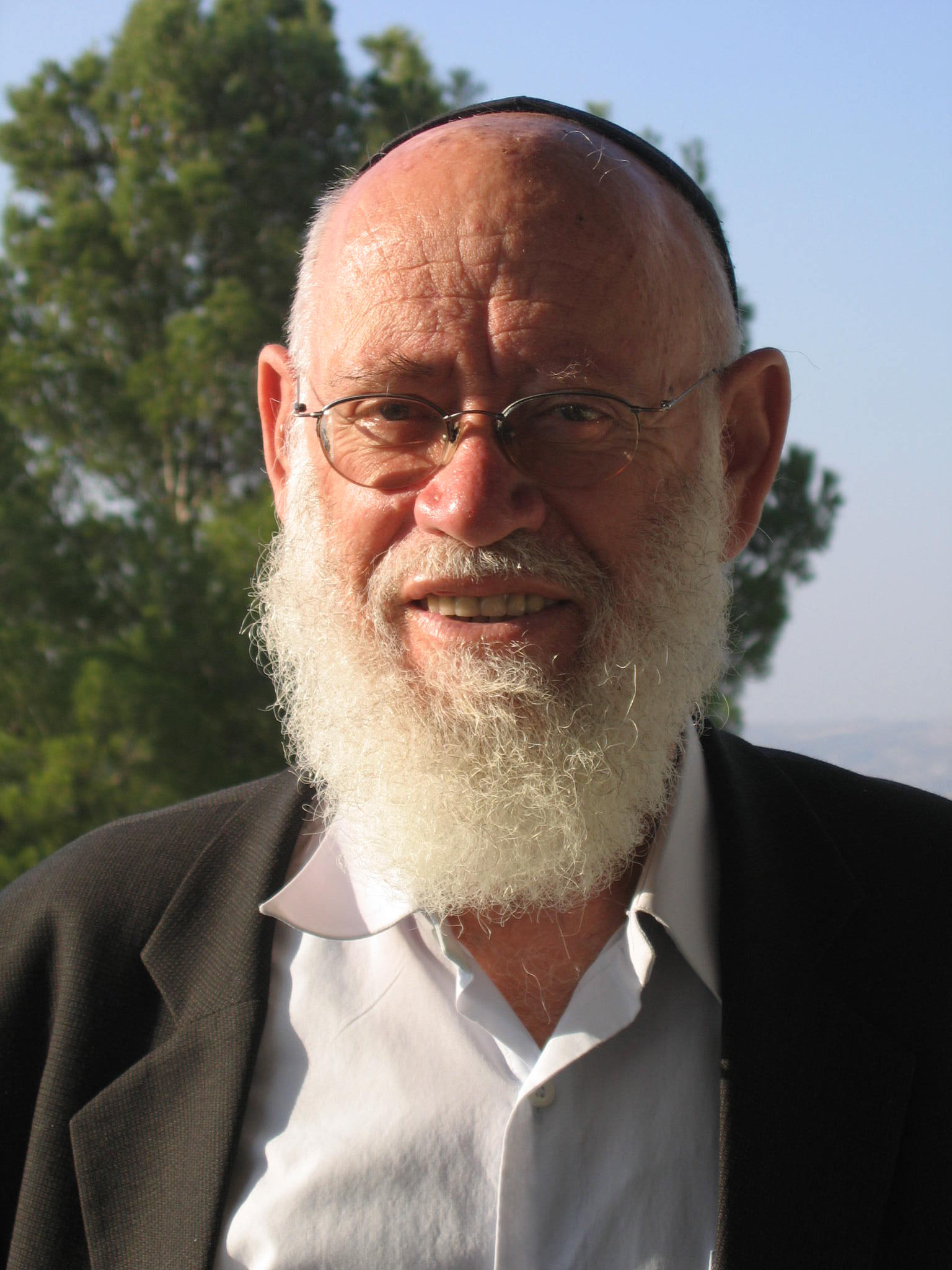
Mosche Levinger (2005)

Mosche Levinger (hebräisch משה לוינגר‎; * 1935 in Jerusalem; † 16. Mai 2015 ebenda) war ein israelischer orthodoxer Rabbiner, Mitgründer der radikalen Siedlerbewegung Gusch Emunim in Israel sowie der Gründer und Rabbiner der Siedlungen in Hebron und Kirjat Arba.

## Leben
Levinger wurde 1935 in Jerusalem geboren, zwei Jahre, nachdem seine Eltern nach der Machtergreifung Hitlers aus Deutschland eingewandert waren. Er studierte in Jerusalem in verschiedenen Jeschiwot und wurde ein Anhänger von Zwi Jehuda Kook, dem Sohn Abraham Isaak Kooks.
Kurz nach dem Sechstagekrieg 1967, bei dem das Westjordanland durch israelische Truppen besetzt wurde, mietete sich eine Gruppe von 33 orthodoxen Juden, die sich als Schweizer Touristen ausgaben, unter der Leitung von Mosche Levinger im Park Hotel in der Altstadt von Hebron ein. Levinger hatte zuvor eine Zeitungsannonce aufgegeben, in der er Familien oder Einzelpersonen zur Wiederbesiedelung der Altstadt von Hebron suchte. Als sie sich als Juden zu erkennen gaben, sagte Levinger zunächst, dass sie nur während des Pessach-Festes bleiben würden. Nach dem Fest verkündete Levinger jedoch, dass sie „bis zur Ankunft des Messias“ in Hebron bleiben würden. Nach Verhandlungen mit der Regierung zogen sie aber nach Kirjat Arba ab.
Im Anschluss an den Jom-Kippur-Krieg von 1973 entstand 1974 unter Leitung von Levinger, der zu dieser Zeit Mitglied der nationalreligiösen Mafdal-Partei war, die außerparlamentarische Bewegung Gusch Emunim (Block der Getreuen).
1979 ließ Levinger zum 50. Jahrestag der Ermordung und Vertreibung der Juden Hebrons im Jahr 1929 seine aus Amerika stammende Frau Miriam mit 30 Siedlerinnen das ehemalige jüdische Krankenhaus der Stadt besetzen und gab so das Startsignal für die von zahlreichen gewalttätigen Konflikten begleitete jüdische Siedlungstätigkeit in Hebron.
1980 erschoss Levinger einen palästinensischen Ladenbesitzer in Hebron, als er palästinensische Jugendliche durch Schüsse in die Luft vertreiben wollte. Als Reaktion wurden kurze Zeit darauf in Hebron sechs Siedler von Palästinensern erschossen. Als 1984 eine terroristische Splittergruppe aus den Reihen von Gusch Emunim bei den Vorbereitungen zu einer Sprengung von fünf arabischen Bussen erwischt wurde, überführte man Levinger der Mittäterschaft, und er erhielt eine Haftstrafe, von der er jedoch nur zwölf Tage absaß.
Im Mai 1990 erschoss Levinger einen Palästinenser und erhielt dafür eine fünfmonatige Haftstrafe, von der er jedoch nur etwa zehn Wochen absaß.
Levinger begrüßte das von dem jüdischen Siedler Baruch Goldstein 1994 an 29 Palästinensern in der Abraham-Moschee verübte Massaker ausdrücklich mit den Worten: „Das Töten von Fremden ist akzeptabel und auch willkommen, um die jüdische Renaissance im versprochenen Land zu fördern.“
Im Juli 1995 wurde Levinger für sein Verhalten im Grab der Patriarchen im Jahre 1991 zu einer siebenmonatigen Haftstrafe verurteilt. Das Gericht stellte fest, dass er die Trennungswand zwischen jüdischen und islamischen Gläubigen heruntergerissen und einen israelischen Offizier beleidigt hatte. 1996 saß er von dieser Strafe vier Monate im Gefängnis ab.
Im Dezember 1997 wurde Levinger zu einer sechsmonatigen Haftstrafe und einer Geldstrafe von 2.300 US-Dollar verurteilt, weil er die muslimischen Gebete in der Grotte der Patriarchen gestört und einen israelischen Kommandeur daran gehindert hatte, Kirjat Arba zu betreten.
Im April 2002 wurde Levingers Sohn Menasche Levinger wegen Beteiligung an einem versuchten Bombenanschlag auf eine palästinensische Mädchenschule in Ostjerusalem verhaftet. So stieg Levinger zum Star der frömmelnden Maximalisten in Israel auf. Der für die israelische Siedlerbewegung wichtigste Spruch Levingers lautet: „Land ist wichtiger als Leben. Es darf kein Land zurückgegeben werden, nur um ein paar Leben zu retten oder sogar um einen Krieg zu verhindern, denn damit würden göttliche Befehle missachtet und die Erlösung verzögert werden.“
Insgesamt wurde Levinger seit 1975 wegen mindestens zehn Verbrechen/Vergehen verurteilt. Er starb am 16. Mai 2015 im Alter von 80 Jahren im Jerusalemer Shaare Zedek Medical Center an den Folgen eines sieben Jahre zuvor erlittenen Schlaganfalls und wurde am Folgetag unweit der Grotte der Patriarchen in Hebron beerdigt.